# Il fondamentalista riluttante
Il fondamentalista riluttante (The Reluctant Fundamentalist) è il secondo romanzo scritto da Mohsin Hamid. Il romanzo è stato finalista al Booker Prize ed è stato trasposto nel film omonimo del 2012, diretto da Mira Nair, con Riz Ahmed, Kate Hudson, Liev Schreiber e Kiefer Sutherland.

## Trama
Un professore universitario di Lahore intrattiene con un lungo monologo sulla sua vita un americano di passaggio in città. 
Dopo una prestigiosa laurea ed un apprezzato lavoro a New York, il protagonista Changez, si era trovato a vivere gli avvenimenti dell'11 settembre ed a riconsiderare la fede islamica che aveva di fatto abbandonato per il modello di vita occidentale.

## Edizioni
- Il fondamentalista riluttante, traduzione di Norman Gobetti, Collana Supercoralli, Torino, Einaudi, 2007,  p. 138, ISBN 978-88-06-18710-1.